# داشلی درق
داشلی درق یک روستا در ایران است که در دهستان صلوات واقع شده‌است. داشلی درق ۲۳ نفر جمعیت دارد.